# Nagroda im. Irvinga G. Thalberga
Nagroda im. Irvinga G. Thalberga – nagroda Amerykańskiej Akademii Sztuki i Wiedzy Filmowej przyznawana od 1938. Przyznaje się ją „twórczym producentom filmowym, których działalność przyczynia się w istotny sposób do wzrostu poziomu produkcji filmowej”. Nagroda przyznawana jest okresowo na uroczystościach wręczania Oscarów.
Nazwa nagrody pochodzi od nazwiska Irvinga Thalberga, szefa produkcji wytwórni Metro-Goldwyn-Mayer.
Nagroda przedstawia odlaną z brązu głowę Irvinga Thalberga na czarnej marmurowej podstawie. Waży 4,9 kg i ma 22,9 cm długości.
Nagrodzeni:

## Lata 30.
- 1938 - Darryl F. Zanuck
- 1939 - Hal B. Wallis
Nominacje (Ogłoszone wyłącznie w tym roku)
  - Samuel Goldwyn
  - Joe Pasternak
  - David O. Selznick
  - Hunt Stromberg
  - Walter Wanger
  - Darryl F. Zanuck

## Lata 40.
- 1940 - David O. Selznick
- 1941 - nie przyznano
- 1942 - Walt Disney, RCA Manufacturing Co.
- 1943 - Sidney Franklin
- 1944 - Hal B. Wallis
- 1945 - Darryl F. Zanuck
- 1946 - nie przyznano
- 1947 - Samuel Goldwyn
- 1948 - nie przyznano
- 1949 - Jerry Wald

## Lata 50.
- 1950 - nie przyznano
- 1951 - Darryl F. Zanuck
- 1952 - Arthur Freed
- 1953 - Cecil B. DeMille
- 1954 - George Stevens
- 1955 - nie przyznano
- 1956 - nie przyznano
- 1957 - Buddy Adler
- 1958 - nie przyznano
- 1959 - Jack L. Warner

## Lata 60.
- 1960 - nie przyznano
- 1961 - nie przyznano
- 1962 - Stanley Kramer
- 1963 - nie przyznano
- 1964 - Sam Spiegel
- 1965 - nie przyznano
- 1966 - William Wyler
- 1967 - Robert Wise
- 1968 - Alfred Hitchcock
- 1969 - nie przyznano

## Lata 70.
- 1970 - nie przyznano
- 1971 - Ingmar Bergman
- 1972 - nie przyznano
- 1973 - nie przyznano
- 1974 - Lawrence Weingarten
- 1975 - nie przyznano
- 1976 - Mervyn LeRoy
- 1977 - Pandro S. Berman
- 1978 - Walter Mirisch
- 1979 - nie przyznano

## Lata 80.
- 1980 - Ray Stark
- 1981 - nie przyznano
- 1982 - Albert R. Broccoli
- 1983 - nie przyznano
- 1984 - nie przyznano
- 1985 - nie przyznano
- 1986 - nie przyznano
- 1987 - Steven Spielberg
- 1988 - Billy Wilder
- 1989 - nie przyznano

## Lata 90.
- 1990 - nie przyznano
- 1991 - David Brown i Richard D. Zanuck
- 1992 - George Lucas
- 1993 - nie przyznano
- 1994 - nie przyznano
- 1995 - Clint Eastwood
- 1996 - nie przyznano
- 1997 - Saul Zaentz
- 1998 - nie przyznano
- 1999 - Norman Jewison

## 2000-09
- 2000 - Warren Beatty
- 2001 - Dino De Laurentiis
- 2002 - nie przyznano
- 2003 - nie przyznano
- 2004 - nie przyznano
- 2005 - nie przyznano
- 2006 - nie przyznano
- 2007 - nie przyznano
- 2008 - nie przyznano
- 2009 – John Calley

## 2010
- 2010 – Francis Ford Coppola[1]